# Roswitha Poll
Roswitha Poll, geborene Bauer (* 6. Februar 1939 in Insterburg) ist eine deutsche Bibliothekarin und ehemalige Bibliotheksdirektorin.

## Leben
Roswitha Bauer studierte Geschichte, Romanistik und Philosophie und wurde 1972 an der Universität Münster promoviert. Im selben Jahr heiratete sie den 1971 habilitierten Geologen Kurt Poll (ab 1981 Professor für Allgemeine und Angewandte Geologie sowie Direktor des Geologisch-Paläontologischen Instituts der Universität Münster), der von 1972 bis 1982 dem Naturschutzbeirat in Erlangen angehörte. Das Staatsexamen für den höheren Schuldienst hatte Roswitha Poll in Münster bereits 1964 abgelegt. Von 1964 bis 1970 arbeitete sie als wissenschaftliche Angestellte an der Universitätsbibliothek Erlangen, 1970 begann sie dort als Bibliotheksreferendarin die Ausbildung für den höheren Bibliotheksdienst (Fachprüfung 1972) und arbeitete an dieser Bibliothek bis 1987. Von 1987 bis 2004 war sie dann als Leitende Bibliotheksdirektorin der Universitätsbibliothek Münster tätig. Sie beschäftigt sich u. a. mit Qualitäts- und Leistungsmessung in Bibliotheken.

## Schriften (Auswahl)
- Georg Wilhelm von Valentini (1775–1834). Ein preußischer General, Militärschriftsteller und Diplomat. Dissertation Universität Münster 1972.
- Das Erlanger Regelwerk. In: Rudolf Jung, Ludwig Sickmann (Hrsg.): Schlagwortgebung und Schlagwortkatalog (= Arbeiten aus dem Bibliothekar-Lehrinstitut des Landes Nordrhein-Westfalen. Bd. 48). Greven, Köln 1978, ISBN 3-7743-0548-X, S. 1–12.
- Führung und Aktuellhaltung eines Schlagwortkatalogs. In: ebd., S. 47–68.
- Literatur zu Umweltschutz und Umweltforschung. T. 3. 3. Auflage. Schweizerbart, Stuttgart 1984, ISBN 3-510-65119-7.
- Zur Geschichte der juristischen Promotion an der Erlanger Universität. In: Dieter Schug (Hrsg.): Der Bibliothekar zwischen Praxis und Wissenschaft. Bernhard Sinogowitz zum 65. Geburtstag. (= Beiträge zum Buch- und Bibliothekswesen. Bd. 24). Harrassowitz, Wiesbaden 1986, ISBN 3-447-02645-6, S. 168–210.
- Die Altbestände der Universitätsbibliothek Münster und ihre Nutzung. In: Helga Oesterreich (Hrsg.): Bibliothek in vier Jahrhunderten. Jesuitenbibliothek, Bibliotheca Paulina, Universitätsbibliothek in Münster ; 1588–1988 (= Schriften der Universitätsbibliothek Münster. Bd. 2). Aschendorff, Münster 1988, ISBN 3-402-05345-4, S. 155–164.
- MOSeS, das Münsterische Online-Selbstbedienungssystem. In: Engelbert Plassmann (Hrsg.): Bibliotheken in Europa (= Zeitschrift für Bibliothekswesen und Bibliographie, Sonderhefte. Bd. 53). Klostermann, Frankfurt am Main 1991, ISBN 3-465-02288-2, S. 119–133.
- Leistungsmessung in wissenschaftlichen Bibliotheken. In: Zeitschrift für Bibliothekswesen und Bibliographie. Bd. 39, (1992), S. 95–109.
- „Die Räume wachsen, es dehnt sich das Haus“. 20 Jahre Universitätsbibliothek Münster. In: Roswitha Poll, Bertram Haller (Hrsg.): Bibliotheksbauten in der Praxis. Erfahrungen und Bewertungen ; [Gerhard Liebers gewidmet zur Vollendung des 80. Lebensjahres am 23. Mai 1994]. Harrassowitz, Wiesbaden 1994, ISBN 3-447-03496-3, S. 271–326.
- mit Peter de Boekhorst: Beschaffungsgeschwindigkeit. Leistungsmessung auf dem Gebiet der Erwerbung. In: Hartwig Lohse (Hrsg.): Bibliotheken, Service für die Zukunft. (= Zeitschrift für Bibliothekswesen und Bibliographie, Sonderhefte. Bd. 58). Klostermann, Frankfurt am Main 1994, ISBN 3-465-02631-4, S. 123–137.
- Die Nordrhein-Westfälische Bibliographie. In: Bücher für die Wissenschaft. Bibliotheken zwischen Tradition und Fortschritt ; Festschrift für Günter Gattermann zum 65. Geburtstag. Saur, München 1994, S. 419–430, ISBN 3-598-11205-X.
- Qualitätsmanagement in Hochschulbibliotheken. In: Hartwig Lohse (Hrsg.): Arbeitsfeld Bibliothek (= Zeitschrift für Bibliothekswesen und Bibliographie, Sonderhefte. Bd. 59). Klostermann, Frankfurt am Main 1994, ISBN 3-465-02631-4, S. 84–99.
- mit Peter de Boekhorst: Leistungsmessung in wissenschaftlichen Bibliotheken. Internationale Richtlinien. Saur, München 1998, ISBN 3-598-11387-0.
- Bibliotheksmanagement zwischen Theorie und Praxis. In: Sabine Wefers (Hrsg.): Nur was sich verändert, bleibt (= Zeitschrift für Bibliothekswesen und Bibliographie. Bd. 75). Klostermann, Frankfurt am Main 1999, ISBN 3-465-02961-5, S. 125–132.
- Wie gut sind unsere elektronischen Dienste? In: Margit Rützel-Banz (Hrsg.): Bibliotheken – Portale zum globalen Wissen (= Zeitschrift für Bibliothekswesen und Bibliographie, Sonderhefte. Bd. 81). Klostermann, Frankfurt am Main 2001, ISBN 3-465-03159-8, S. 233–247.
- Kann man die Wirkung von Bibliotheken messen? In: Hannelore Benkert (Hrsg.): Die Bibliothek zwischen Autor und Leser (= Zeitschrift für Bibliothekswesen und Bibliographie, Sonderhefte. Bd. 84). Klostermann, Frankfurt am Main 2003, ISBN 3-465-03252-7, S. 357–369.
- Informationsverhalten und Informationsbedarf der Wissenschaft. In: Zeitschrift für Bibliothekswesen und Bibliographie. Bd. 51, (2004), S. 59–75.
- Was dabei herauskommt. Wirkungsforschung für Bibliotheken. In: Zeitschrift für Bibliothekswesen und Bibliographie. Bd. 53, (2006), S. 59–70.
- mit Peter de Boekhorst: Measuring quality. Performance measurement in libraries. 2. Auflage. (= IFLA publications. Bd. 127). Saur, München 2007, ISBN 978-3-598-22033-3.
- Comparing the Incomparable. Performance Measures für National Libraries. In: Alexandria. Bd. 20, (2008), S. 163–170.
- (Red.): Verzeichnis der Erlanger Promotionen 1743–1885. Zwei Teile (= Erlanger Forschungen, Sonderreihe. Bd. 14,1/14,2). Universitätsbund Erlangen-Nürnberg 2009.
- Kann man den Einfluss von Bibliotheken messen? Die Norm ISO 16439. In: Bibliothek. Forschung und Praxis. Bd. 38, (2014), S. 232–238.
- Statistik bei Museen und Bibliotheken – ein Vergleich. In: Petra Hauke (Hrsg.): Bibliothek – Forschung für die Praxis. Festschrift für Konrad Umlauf zum 65. Geburtstag. De Gruyter Saur, Berlin 2017, ISBN 978-3-11-051971-6, S. 46–54.